# Nordine Oubaali
Nordine Oubaali (født 4. august 1986 i Noisy-le-Grand) er en fransk amatørbokser, som konkurrerer i vægtklassen let fluevægt. Oubaali fik sin olympiske debut da han repræsenterede Frankrig under Sommer-OL 2008. Her blev han slået ud i ottendedelsfinalen af Zou Shiming fra Kina i samme vægtklasse. Han deltog også i VM i 2007 i Chicago, USA hvor han vandt en bronzemedalje.